# Rozdilna-Sortuwalna
Rozdilna-Sortuwalna (ukr. Роздільна-Сортувальна) – rozrządowa stacja kolejowa w miejscowości Szyroke, w rejonie rozdzielniańskim, w obwodzie odeskim, na Ukrainie. Węzeł linii Żmerynka – Odessa z linią do Tyraspolu.